# Мерседес Соса
Мерсе́дес Со́са (ісп. Haydée Mercedes Sosa; 9 липня 1935, Сан-Міґель-де-Тукуман — 4 жовтня 2009, Буенос-Айрес, Аргентина) — аргентинська співачка, відома як «голос Латинської Америки», «голос безмовних», одна з найяскравіших представниць руху 1960-х років «нова пісня».
Серед її предків — індіанці аймара і французькі емігранти в Латинській Америці. Мерседес почала виступати з піснями у віці 15 років, вигравши конкурс на радіо. Виконувала фольклорні твори і пісні сучасних композиторів, ряд яких були написані спеціально для неї Віолетою Парра і іншими. За свою значну творчу кар'єру, яка досягла розквіту на початку 1970-х років, Мерседес випустила понад 70 музичних альбомів.
Після військового перевороту Хорхе Відели 1976 зазнала переслідувань, в 1979-му була арештована просто на сцені. У 1980-му емігрувала, жила у Франції й Іспанії, повернулася на батьківщину в 1982-му.
Багато гастролювала по США і країнами Європи, виступала разом з відомими виконавцями: Лучано Паваротті, Андреа Бочеллі, Стінгом, Лолітою Торрес, Шакірою, Шику Буаркі, Сільвіо Родрігесом, Пабло Міланесом та іншими. Також багато співпрацювала з багатьма аргентинськими музикантами стилів танго, рок і поп, як-от Чарлі Гарсія, Фіто Паес, Густаво Сераті, Густаво Кордера, Густаво Сантаолалья, Леон Гьєко, Луїс Альберто Спінетта, Марта Аргеріх.
Пісня М.Соси «Вальдеррама» ввійшла до фільму Стівена Содерберга «Че» (2008).
Мерседес Соса чотири рази отримувала Latin Grammy за найкращий фолк-альбом року: у 2000 («Misa Criolla»), 2003 («Acústico»), 2006 («Corazón Libre») та 2009 («Cantora 1»), а також багато міжнародних та аргентинських нагород. 2009 року була визнана людиною року за версією впливової аргентинської газети «Кларін».
Лауреат численних аргентинських і латиноамериканських премій. Почесний громадянин Буенос-Айреса (1992). Посол доброї волі ЮНІСЕФ.

## Дискографія
Записала 40 альбомів:
- La voz de la zafra  (1959)
- Canciones con fundamento  (1965)
- Yo no canto por cantar  (1966)
- Hermano  (1966)
- Para cantarle a mi gente  (1967)
- Con sabor a Mercedes Sosa  (1968)
- Mujeres argentinas  (1969)
- Navidad con Mercedes Sosa  (1970)
- El grito de la tierra  (1970)
- Homenaje a Violeta Parra  (1971) — став золотим в Аргентині[7]
- Hasta la victoria  (1972)
- Cantata sudamericana  (1972)
- Traigo un pueblo en mi voz  (1973)
- Niño de mañana  (1975)
- A que florezca mi pueblo  (1975)
- En dirección del viento  (1976)
- O cio da terra  (1977)
- Mercedes Sosa interpreta a Atahualpa Yupanqui  (1977)
- Si se calla el cantor  (1977)
- Serenata para la tierra de uno  (1979)
- A quién doy  (1980)
- Gravado ao vivo no Brasil  (1980)
- Mercedes Sosa en Argentina  (1982)
- Mercedes Sosa  (1983)
- Como un pájaro libre  (1983)
- Recital  (1983)
- ¿Será posible el sur?  (1984)
- Vengo a ofrecer mi corazón  (1985)
- Corazón americano  (1985) (разом з Мілтоном Нассіменто та Леоном Гьєко)
- Mercedes Sosa ´86  (1986)
- Mercedes Sosa ´87  (1987)
- Amigos míos  (1988)
- En vivo en Europa  (1990)
- De mí  (1991)
- 30 años  (1993) — став 4 рази платиновим в Аргентині[8]
- Sino  (1993)
- Gestos de amor  (1994)
- Live in Argentina  (1994)
- Live in Europe  (1994)
- Sera Posible El Sur  (1994)
- Vivir  (1994)
- Oro  (1995) — став золотим в Аргентині[7]
- Escondido en mi país  (1996)
- Gracias a la Vida  (1996) — став золотим в Аргентині[7]
- Alta fidelidad  (1997)  (разом з Чарлі Гарсія)
- Coleccion Mi Historia  (1997)
- Al despertar  (1998) — став золотим в Аргентині[7]
- Misa criolla  (1999) — став золотим в Аргентині[7]
- Serie Millennium 21  (1999)
- La Negra  (2000)
- Acústico  (2002)
- Grandes Exitos, Vols. 1 & 2  (2002)
- 40 Obras Fundamentales  (2003) — став платиновим в Аргентині[8]
- Argentina quiere cantar  (2003) (разом з Віктором Ередія та Леоном Гьєко)
- Voz Y Sentimiento  (2003)
- Corazón libre  (2005) — став золотим в Аргентині[7]
- Éxitos Eternos  (2005)
- La Historia del Folklore  (2007)
- Cantora 1 (2009) — став платиновим в Аргентині[8]
- Cantora 2  (2009) — став 5 разів платиновим в Аргентині[8]